# Miss Argentine
Miss Argentine est un concours de beauté féminine, destiné aux jeunes femmes habitantes et de nationalité argentine.
La sélection permet de représenter le pays au concours de Miss Univers.

## Lauréates
| Année | Miss Irlande                      | Age    | Taille | Province représentée | Notes |
| ----- | --------------------------------- | ------ | ------ | -------------------- | --- |
| 1928  | Túlia Ciámpoli (°1915-†1981)      | 16 ans | NC     | Córdoba              | Túlia Ciámpoli est la première Miss Argentine de l'histoire. |
| 1929  | Nelida Rodriguez Aragon           | 18 ans | NC     | Santa Fe             | |
| 1930  | Celia Basavilbaso                 | NC     | NC     | Chaco                | Celia Basavilbaso a participé au concours The International Pageant of Pulchritude pour l'élection de Miss Univers 1930 à Rio de Janeiro, au Brésil. |
| 1932  | Ana Rover                         | NC     | NC     | Buenos Aires         | Ana Rover est la première Miss Argentine de confession juive à remporter le titre. |
| 1937  | Elba Tardits                      | 19 ans | 1,68 m | Buenos Aires         | Elba Tardits a été élue Miss Sudamérica 1937 à Buenos Aires, en Argentine. |
| 1954  | Ivana Kislinger (°1932-†2005)     | 22 ans | 1,68 m | District Fédéral     | Ivana Kislinger s'est placée dans le top 16 à l'élection de Miss Univers 1954 à Long Beach, aux États-Unis. Elle est la première argentine à participer au concours Miss Univers. |
| 1955  | Isabel Sarli (°1929-†2019)        | 20 ans | 1,65 m | Entre Ríos           | Isabel Sarli s'est classée dans le top 15 à l'élection de Miss Univers 1955 à Long Beach, aux États-Unis. |
| 1956  | Ileana Carre                      | 18 ans | 1,68 m | District Fédéral     | Ileana Carre s'est placée dans le top 16 à l'élection de Miss Univers 1956 à Long Beach, aux États-Unis. |
| 1957  | Mónica Lamas                      | 20 ans | 1,70 m | District Fédéral     | Mónica Lamas s'est classée dans le top 10 à l'élection de Miss Univers 1957 à Long Beach, aux États-Unis. |
| 1958  | Celina Mercedes Ayala             | 18 ans | 1,66 m | Misiones             | |
| 1959  | Liana Cortijo                     | 20 ans | NC     | Buenos Aires         | |
| 1960  | Rose Marie Lincke                 | 22 ans | 1,66 m | District Fédéral     | Rose Marie Lincke est de descendance allemande et chilienne. Elle est la filleule du compositeur allemand Paul Lincke. |
| 1961  | Adriana Gardiazábal               | 18 ans | NC     | District Fédéral     | Adriana Gardiazábal est originaire d'Uruguay. Elle a terminé 2e dauphine à l'élection de Miss Univers 1961 à Long Beach, aux États-Unis. |
| 1962  | Norma Nolan                       | 24 ans | 1,66 m | Santa Fe             | Norma Nolan est de descendance irlandaise et italienne. Elle a été élue Miss Univers 1962, devenant ainsi la première argentine et la première Miss Argentine à remporter le titre de Miss Univers. |
| 1963  | Olga Galuzzi                      | 22 ans | 1,73 m | Buenos Aires         | Olga Galuzzi s'est placée dans le top 15 à l'élection de Miss Univers 1963 à Miami Beach, aux États-Unis. |
| 1964  | María Amalia Ramírez              | 19 ans | 1,68 m | Santa Fe             | María Amalia Ramírez s'est classée dans le top 10 à l'élection de Miss Univers 1964 à Miami Beach, aux États-Unis. |
| 1965  | Mabel Caffarone                   | 22 ans | 1,70 m | District Fédéral     | Mabel Caffarone a été élue Miss Mar del Plata 1963. Elle a terminé 1re dauphine à l'élection de Miss Argentine 1964. |
| 1966  | Elba Beatriz Baso                 | 20 ans | 1,70 m | Buenos Aires         | Elba Beatriz Baso a été élue Miss Mar del Plata 1966. |
| 1967  | Amanda Yolanda Scuffi             | 26 ans | 1,76 m | Buenos Aires         | Amanda Yolanda Scuffi est de descendance italienne. Elle a reçu les titres de Reina de los Estudiantes de La Plata, Reina del Citrus, Reina del Petróleo, Miss La Plata et Miss Mar del Plata. Elle fut également la première Belleza Argentina, élue en 1959. Ce titre lui a permis de participer à l'élection de Miss Monde 1959 où elle se classe dans le top 15. Elle est la première argentine à participer au concours Miss Monde.                                               |
| 1968  | María Del Carmen Jordan           | 23 ans | 1,72 m | District Fédéral     | |
| 1969  | Lidia Esther Lepe                 | 23 ans | 1,72 m | Santa Cruz           | Lidia Esther Pepe a été élue Reina de los Aviadores 1967. |
| 1970  | Beatriz Martha Gross              | 20 ans | 1,70 m | District Fédéral     | Beatriz Martha Gross a terminé 4e dauphine à l'élection de Miss Univers 1970 à Miami Beach, aux États-Unis. |
| 1971  | María Del Carmen Vidal            | 21 ans | NC     | Santa Fe             | María Del Carmen Vidal a été élue Miss Confraternidad Latinoamericana 1971. |
| 1972  | Norma Elena Dudik                 | 22 ans | 1,72 m | Buenos Aires         | |
| 1973  | Susana Romero                     | 18 ans | 1,70 m | District Fédéral     | |
| 1974  | Leonor Guggini Celmira            | 23 ans | 1,69 m | District Fédéral     | |
| 1975  | Rosa Del Valle Santillán          | 19 ans | NC     | Tucumán              | Rosa Del Valle Santillán a terminé 3e dauphine à l'élection de Miss Argentine 1973. |
| 1976  | Lilian Noemí Deasti               | NC     | NC     | Buenos Aires         | Lilian Noemí Deasti s'est placée dans le top 12 à l'élection de Miss Univers 1976 à Victoria, à Hong Kong. |
| 1977  | Maritza Elizabeth Jurado          | 24 ans | 1,75 m | Buenos Aires         | Maritza Elizabeth Jurado s'est placée dans le top 12 à l'élection de Miss Univers 1977 à Saint-Domingue, en République dominicaine. |
| 1978  | Silvana Rosa Suárez (°1958-†2022) | 19 ans | 1,70 m | Córdoba              | Silvana Rosa Suárez renonce à son titre de Miss Argentine, refusant les clauses du contrat pour participer au concours Miss Univers. Son titre revient à sa première dauphine, Delia Maris Muñoz. En novembre, elle a été élue Miss Monde 1978 à Londres, au Royaume-Uni. Elle devient ainsi la deuxième argentine de l'histoire à remporter le titre, 18 ans après Norma Gladys en 1960.                                                                                              |
| 1978  | Delia Stella Maris Muñoz          | NC     | NC     | NC                   | Élue 1re dauphine, Delia Stella Maris Muñoz reçoit le titre de Miss Argentine à la suite de la démission de Silvana Rosa Suárez. Elle participe à l'élection de Miss Univers 1978 à Acapulco, au Mexique où elle n'atteint pas la demi-finale. |
| 1979  | Adriana Virginia Álvarez          | 20 ans | 1,72 m | Buenos Aires         | Adriana Virginia Alvarez s'est placée dans le top 12 à l'élection de Miss Univers 1979 à Perth, en Australie. |
| 1980  | Silvia Piedrabuena                | 20 ans | NC     | Santa Fe             | Silvia Piedrabuena a terminé 2e dauphine à l'élection de Miss Argentine 1979. Elle a été élue Miss Bikini International 1980 au Venezuela. |
| 1981  | Susana Mabel Reynoso              | 20 ans | NC     | Santa Cruz           | |
| 1982  | María Alejandra Basile            | 19 ans | 1,78 m | District Fédéral     | |
| 1983  | María Daniela Carara              | 20 ans | 1,74 m | Buenos Aires         | María Daniela Carara a représenté le Pérou à l'élection de Miss Amérique du Sud 1983 où elle n'atteint pas la demi-finale. |
| 1984  | Leila Elizabeth Aidar             | 19 ans | 1,73 m | District Fédéral     | |
| 1985  | Yanina Marisel Castaño            | 21 ans | NC     | Buenos Aires         | Yanina Marisel Castaño a été élue 3e dauphine à l'élection de Miss Maja Internacional 1989 à Saint-Domingue, en République dominicaine. Elle a terminé 4e dauphine à l'élection de Miss Hispanidad Internacional 1990 à Miami Beach, aux États-Unis. |
| 1986  | María De Los Ángeles Fernández    | 18 ans | 1,70 m | District Fédéral     | |
| 1987  | Carolina Brachetti                | 15 ans | NC     | Buenos Aires         | Carolina Brachetti a terminé 3e dauphine à l'élection de Reinado Internacional de la Banana 1985 à Machala, en Équateur. |
| 1988  | Claudia Gabriela Peregra          | 24 ans | 1,70 m | District Fédéral     | |
| 1989  | Luisa Norbis                      | 18 ans | NC     | Córdoba              | |
| 1990  | Paola De La Torre                 | NC     | NC     | Salta                | |
| 1991  | Verónica Honnorat                 | NC     | NC     | Chaco                | |
| 1992  | Laura Rafael                      | NC     | NC     | District Fédéral     | Laura Rafael a été élue Miss Globe International 1992 à Aspendos, en Turquie. Elle a participé aux élections de Reina Sudamericana 1992 et Reina de la Costa Internacional 1993. |
| 1993  | Alicia Andrea Ramón               | NC     | NC     | Chaco                | Alicia Andrea Ramón a été élue 1re dauphine à l'élection de Reina Sudamericana 1993 à Santa Cruz de la Sierra, en Bolivie. Elle s'est placée dans le top 15 à l'élection de Maja International 1995 à Mayagüez, au Porto Rico. |
| 1994  | Solange Magnano (°1971-†2009)     | 15 ans | NC     | Córdoba              | |
| 1996  | Verónica Ledezma                  | 19 ans | NC     | Buenos Aires         | Verónica Ledezma a participé à l'élection de Reina Sudamericana 1996 à Santa Cruz de la Sierra, en Bolivie. |
| 1997  | Nazarena Almada                   | 22 ans | NC     | District Fédéral     | Nazarena Almada a participé à l'élection de Miss International 1993 à Tokyo, au Japon. |
| 1998  | Marcela Brane                     | 24 ans | 1,74 m | Córdoba              | Marcela Brane a été élue 2e dauphine à l'élection de Reina Sudamericana 1998 à Santa Cruz de la Sierra, en Bolivie. Elle a terminé 1re dauphine à l'élection de Miss Atlántico International 1999 à Punta del Este, en Uruguay. |
| 1999  | Elena Fournier                    | 22 ans | 1,75 m | Santa Fe             | Elena Fournier fut destituée de son titre à la suite des allégations lancées contre Nelly Raymond, propriétaire du concours Miss Argentine, qui aurait incité à ce qu'elle se prostitue avec des hommes d'affaires. Les allégations d'Elena Fournier ont été démenties par Nelly Raymond, propriétaire du concours Miss Argentine. |
| 2000  | Andrea Nicastri                   | 25 ans | NC     | Buenos Aires         | |
| 2001  | Romina Incicco                    | 18 ans | 1,75 m | Santa Fe             | |
| 2003  | Laura Romero                      | 22 ans | 1,75 m | Buenos Aires         | Laura Romero a été élue 3e dauphine à l'élection de Miss Tourism International 2003 à Selangor, en Malaysie. Elle a terminé 3e dauphine au Concurso Internacional de Las Flores 2003. Elle s'est classée dans le top 10 à l'élection de Miss Tourism Queen International 2004 à Hangzhou, en Chine. Elle a terminé 1re dauphine à l'élection de Miss Italia nel mondo 2005 à Salsomaggiore Terme, en Italie. Elle a participé aux élections de Miss Asie-Pacifique International 2005. |
| 2006  | Magalí Romitelli                  | 18 ans | 1,70 m | Córdoba              | Magalí Romitelli s'est classée dans le top 20 à l'élection de Miss Univers 2006 à Los Angeles, aux États-Unis. |
| 2007  | Daniella Stucan                   | 25 ans | 1,79 m | Buenos Aires         | Daniella Stucan est de descendance biélorusse. Elle est la première Miss Terre Argentine, élue en 2001. Elle est ainsi la première argentine à participer au concours Miss Terre. Elle a terminé 3e dauphine à l'élection de Miss Terre 2001 à Quezon City, aux Philippines. |
| 2008  | Maria Silvana Belli               | 19 ans | 1,75 m | San Juan             | |
| 2009  | Johanna Mariel Lasić              | 20 ans | 1,82 m | District Fédéral     | Johanna Mariel Lasić est de descendance croate. |
| 2010  | Yésica Di Vincenzo                | 22 ans | 1,74 m | Buenos Aires         | Yésica Di Vincenzo s'est classée dans le top 20 à l'élection de Miss Italia nel mondo 2006 à Salsomaggiore Terme, en Italie. Elle a été élue Reina Nacional de Mar 2007 à Mar del Plata, en Argentine. Elle a aussi participé aux élections de Miss International 2008 et Miss Univers 2010. Elle a été élue 5e dauphine à l'élection de Reina Hispanoamericana 2010 à Santa Cruz, en Bolivie.                                                                                         |
| 2011  | Natalia Rodríguez                 | 24 ans | 1,75 m | District Fédéral     | Natalia Rodríguez a terminé en tant que dauphine au concours Fiesta Nacional de la Primavera en 2003. Elle a été élue Reina del Verano 2004 à Monte Hermoso, en Argentine. Elle est la première Reina del Verano de l'histoire. |
| 2012  | Camila Solórzano                  | 23 ans | 1,79 m | Tucumán              | Camila Solórzano a terminé 3e dauphine à l'élection de Belleza Argentina 2008. Elle a participé aux élections de Miss Terre 2008 et de Miss Caraïbes Hibiscus 2009. |
| 2013  | Brenda González                   | 20 ans | 1,76 m | Santa Fe             | |
| 2014  | Valentina Ferrer                  | 22 ans | 1,78 m | Córdoba              | Valentina Ferrer s'est placée dans le top 10 à l'élection de Miss Univers 2014 à Miami, aux États-Unis. |
| 2015  | Claudia Barrionuevo               | 24 ans | 1,78 m | Salta                | |
| 2016  | Estefanía Bernal                  | 20 ans | 1,73 m | Buenos Aires         | |
| 2017  | Stefanía Incandela                | 22 ans | 1,75 m | Buenos Aires         | |
| 2018  | Agustina Pivowarchuk              | 22 ans | 1,70 m | Buenos Aires         | |
| 2019  | Mariana Varela                    | 23 ans | 1,78 m | Buenos Aires         | |
| 2020  | Alina Akselrad                    | 22 ans | 1,78 m | Córdoba              | Alina Akselrad a été élue Miss Sudamérica 2017 à Lima, en Pérou Alina Akselrad s'est placée dans le top 21 à l'élection de Miss Univers 2020 à Floride, États-Unis. |
| 2021  | Julieta García                    | 22 ans | 1,80 m | Buenos Aires         | |
| 2022  | Bárbara Cabrera                   | 22 ans | 1,75 m | Buenos Aires         | |
| 2023  | Yamile Dajud                      | 27 ans | 1,77 m | Buenos Aires         | |
| 2024  | Magalí Benejam Corthey            | 29 ans | 1,75 m | Córdoba              | Magalí Benejam s'est placée dans le top 12 à l'élection de Miss Univers 2044 à México. |

## Galerie

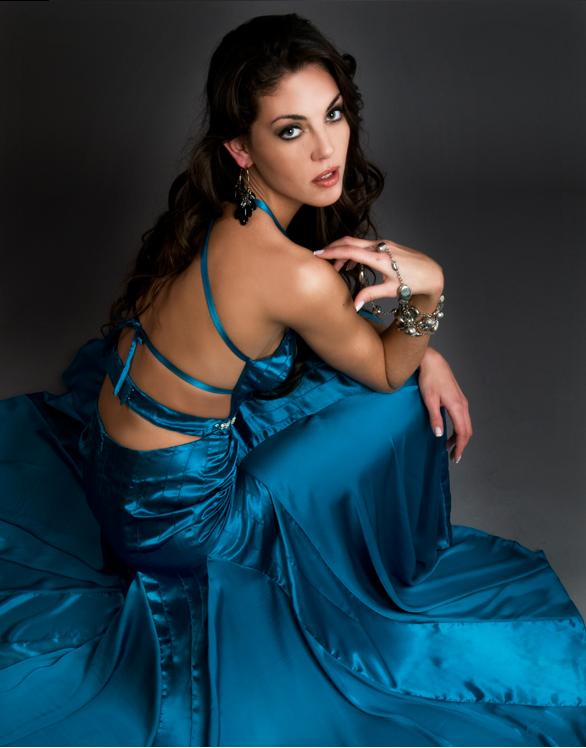
Johanna Lasić, Miss Argentine 2009.
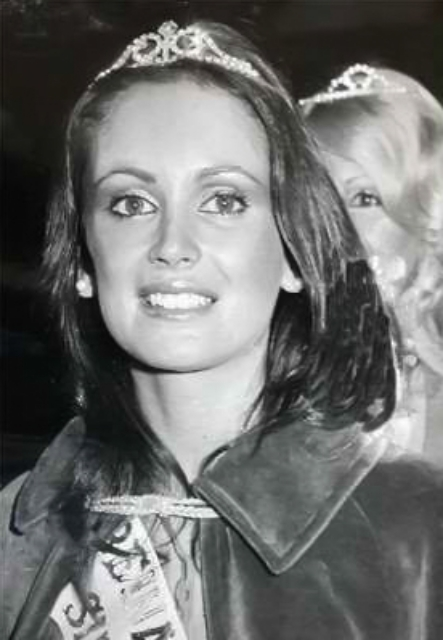
Silvana Suárez, Miss Argentine 1978.
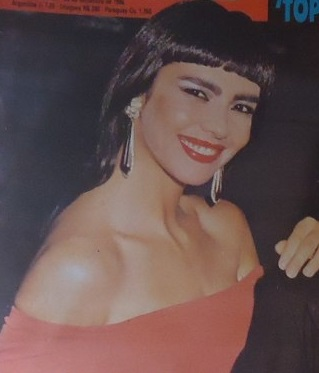
Susana Romero, Miss Argentine 1973.
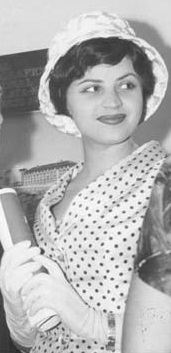
Mónica Lamas, Miss Argentine 1957.
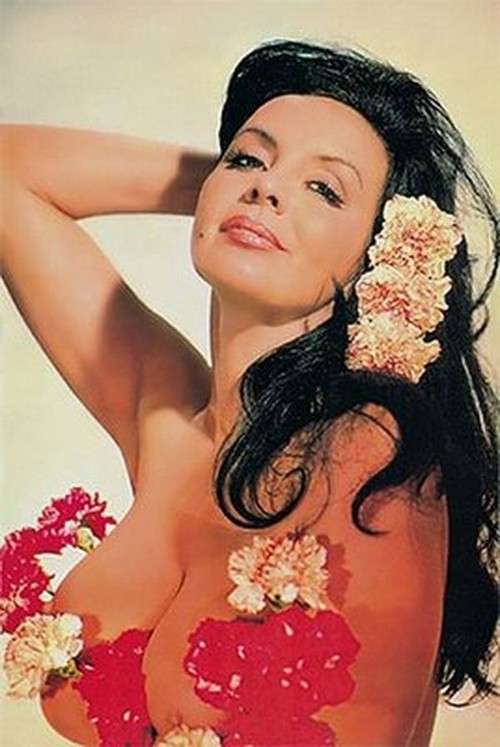
Isabel Sarli, Miss Argentine 1955.
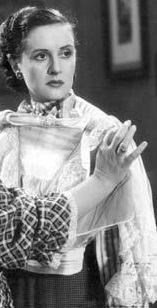
Túlia Ciámpoli, Miss Argentine 1928.

## Représentation de l'Argentine aux concours de beauté internationaux
| Year | MISS UNIVERS                       | MISS MONDE                                 | MISS INTERNATIONAL                                                                             | MISS TERRE                                              |
| ---- | ---------------------------------- | ------------------------------------------ | ---------------------------------------------------------------------------------------------- | ------------------------------------------------------- |
| 1952 | x                                  | x                                          | ↑ Pas de concours (crée en 1960 en Californie, États-Unis et transféré en 1968 à Tokyo, Japon) | ↑ Pas de concours (crée en 2001 à Manille, Philippines) |
| 1954 | Ivana Kislinger (1932-2005) Top 16 | x                                          | ↑ Pas de concours (crée en 1960 en Californie, États-Unis et transféré en 1968 à Tokyo, Japon) | ↑ Pas de concours (crée en 2001 à Manille, Philippines) |
| 1955 | Isabel Sarli (1929-2019) Top 15    | x                                          | ↑ Pas de concours (crée en 1960 en Californie, États-Unis et transféré en 1968 à Tokyo, Japon) | ↑ Pas de concours (crée en 2001 à Manille, Philippines) |
| 1956 | Ileana Carre Top 16                | x                                          | ↑ Pas de concours (crée en 1960 en Californie, États-Unis et transféré en 1968 à Tokyo, Japon) | ↑ Pas de concours (crée en 2001 à Manille, Philippines) |
| 1957 | Mónica Lamas Top 15                | x                                          | ↑ Pas de concours (crée en 1960 en Californie, États-Unis et transféré en 1968 à Tokyo, Japon) | ↑ Pas de concours (crée en 2001 à Manille, Philippines) |
| 1958 | Celina Mercedes Ayala              | x                                          | ↑ Pas de concours (crée en 1960 en Californie, États-Unis et transféré en 1968 à Tokyo, Japon) | ↑ Pas de concours (crée en 2001 à Manille, Philippines) |
| 1959 | Liana Cortijo Top 20               | Amalia Yolanda Scuffi Top 11               | ↑ Pas de concours (crée en 1960 en Californie, États-Unis et transféré en 1968 à Tokyo, Japon) | ↑ Pas de concours (crée en 2001 à Manille, Philippines) |
| 1960 | Rose Marie Lincke                  | Norma Cappagli (1939-2015) Miss Monde 1960 | Slaviska Lazarik                                                                               | ↑ Pas de concours (crée en 2001 à Manille, Philippines) |
| 1961 | Adriana Gardiazabal 2e dauphine    | Susana Julia Pardal Top 15                 | Alicia Caré                                                                                    | ↑ Pas de concours (crée en 2001 à Manille, Philippines) |
| 1962 | Norma Nolan Miss Univers 1962      | Maria Amalia Ramírez Top 15                | Maria Victoria Bueno 1re dauphine                                                              | ↑ Pas de concours (crée en 2001 à Manille, Philippines) |
| 1963 | Olga Galuzzi Top 15                | Susana Cukar                               | Diana Sarti                                                                                    | ↑ Pas de concours (crée en 2001 à Manille, Philippines) |
| 1964 | María Amalia Ramírez Top 15        | Ana María Soria 1re dauphine               | Viviana Dellavedova Top 15                                                                     | ↑ Pas de concours (crée en 2001 à Manille, Philippines) |
| 1965 | x                                  | Lidia Alcira Díaz                          | Alicia Arruabarrena                                                                            | ↑ Pas de concours (crée en 2001 à Manille, Philippines) |
| 1966 | Elba Beatriz Baso                  | Graciela Guardone Top 15                   | ↑ Pas de concours                                                                              | ↑ Pas de concours (crée en 2001 à Manille, Philippines) |
| 1967 | Amanda Yolanda Scuffi              | Maria del Carmen Sabaliuskas 1re dauphine  | Mirta Massa Miss International 1967                                                            | ↑ Pas de concours (crée en 2001 à Manille, Philippines) |
| 1968 | María del Carmen Jordán            | Viviana Roldán Top 15                      | Ana Inés Puiggrós                                                                              | ↑ Pas de concours (crée en 2001 à Manille, Philippines) |
| 1969 | Lidia Esther Lepe                  | Graciela Marino                            | Graciela Eva Arévalo                                                                           | ↑ Pas de concours (crée en 2001 à Manille, Philippines) |
| 1970 | Beatriz Martha Gross 4e dauphine   | Patricia Maria Charré Salazar              | Margarita Marta Briese 1re dauphine                                                            | ↑ Pas de concours (crée en 2001 à Manille, Philippines) |
| 1971 | María del Carmen Vidal             | Alicia Beatriz Daneri                      | Evelina Elena Scheidl Top 15                                                                   | ↑ Pas de concours (crée en 2001 à Manille, Philippines) |
| 1972 | Norma Dudik                        | Olga Ferrer                                | Adriana Martin Top 15                                                                          | ↑ Pas de concours (crée en 2001 à Manille, Philippines) |
| 1973 | Susana Romero Top 12               | Beatriz Callejón (1951-1974)               | Monica Elena Neu Top 15                                                                        | ↑ Pas de concours (crée en 2001 à Manille, Philippines) |
| 1974 | Leonor Celmira Guggini             | Sara Barberi                               | Nilda Maria Yamaguchi                                                                          | ↑ Pas de concours (crée en 2001 à Manille, Philippines) |
| 1975 | Rosa Del Valle Santillan           | Lilian Noemí De Asti                       | Graciela Silvia Marne                                                                          | ↑ Pas de concours (crée en 2001 à Manille, Philippines) |
| 1976 | Lilian Noemi Deasti Top 12         | Adriana Laura Salguiero Top 15             | Esther Yolanda Fonsec                                                                          | ↑ Pas de concours (crée en 2001 à Manille, Philippines) |
| 1977 | Maritza Elizabeth Jurado Top 12    | Susana Beatriz Stéfano                     | Susan Heier                                                                                    | ↑ Pas de concours (crée en 2001 à Manille, Philippines) |
| 1978 | Delia Stella Maris Muñoz           | Silvana Suárez Miss Monde 1978             | Graciela Riadigos                                                                              | ↑ Pas de concours (crée en 2001 à Manille, Philippines) |
| 1979 | Adriana Virginia Alvarez Top 12    | Verónica Ivonne Gargani                    | Ana Maria Soliman Iribarne                                                                     | ↑ Pas de concours (crée en 2001 à Manille, Philippines) |
| 1980 | Silvia Piedrabuena                 | Elsa Cecilia Galotti                       | Viviana Teresa Redruello                                                                       | ↑ Pas de concours (crée en 2001 à Manille, Philippines) |
| 1981 | Susana Mabel Reynoso               | Ana Helen Natali                           | x                                                                                              | ↑ Pas de concours (crée en 2001 à Manille, Philippines) |
| 1982 | María Alejandra Basile             | x                                          | x                                                                                              | ↑ Pas de concours (crée en 2001 à Manille, Philippines) |
| 1983 | María Daniela Carara               | x                                          | Patricia Graciela Marisconi Aban                                                               | ↑ Pas de concours (crée en 2001 à Manille, Philippines) |
| 1984 | Leida Adar                         | x                                          | x                                                                                              | ↑ Pas de concours (crée en 2001 à Manille, Philippines) |
| 1985 | Yanina Castano                     | x                                          | x                                                                                              | ↑ Pas de concours (crée en 2001 à Manille, Philippines) |
| 1986 | María De Los Ángeles Fernández     | x                                          | Bárbara Laszyc                                                                                 | ↑ Pas de concours (crée en 2001 à Manille, Philippines) |
| 1987 | Carolina Brachetti                 | Caterina Ciscato 5e dauphine               | Rossana Ranier                                                                                 | ↑ Pas de concours (crée en 2001 à Manille, Philippines) |
| 1988 | Claudia Gabriela Peregra           | Gabriela Karina Madeira                    | Adriana Almada                                                                                 | ↑ Pas de concours (crée en 2001 à Manille, Philippines) |
| 1989 | Luisa Norbis                       | Patricia Weidenhofer                       | Marcela Laura Bonesi                                                                           | ↑ Pas de concours (crée en 2001 à Manille, Philippines) |
| 1990 | Paola De La Torre                  | Romina Rosales                             | Vanessa Mirna Razzore Oyola Top 12                                                             | ↑ Pas de concours (crée en 2001 à Manille, Philippines) |
| 1991 | Verónica Honnorat                  | Marcela Noemí Chazarreta                   | Veronica Marcela Caldi                                                                         | ↑ Pas de concours (crée en 2001 à Manille, Philippines) |
| 1992 | Laura Rafael                       | Claudia Andrea Bertona                     | Gisella Manida Demarchi Top 15                                                                 | ↑ Pas de concours (crée en 2001 à Manille, Philippines) |
| 1993 | Alicia Andrea Ramón                | Viviana Carcereri                          | Nazarena Almada                                                                                | ↑ Pas de concours (crée en 2001 à Manille, Philippines) |
| 1994 | Solange Magnano (1971-2009)        | Miriam Elizabeth Nahon                     | Alicia Andrea Ramón                                                                            | ↑ Pas de concours (crée en 2001 à Manille, Philippines) |
| 1995 | x                                  | María Lorena Jensen                        | Lorena Andrea Palacios                                                                         | ↑ Pas de concours (crée en 2001 à Manille, Philippines) |
| 1996 | Verónica Ledezma                   | Fernanda Ramírez                           | María Bordon                                                                                   | ↑ Pas de concours (crée en 2001 à Manille, Philippines) |
| 1997 | Nazarena Almada                    | Natalia Pombo                              | Nadia Jimena Cerri                                                                             | ↑ Pas de concours (crée en 2001 à Manille, Philippines) |
| 1998 | Marcela Brane                      | Natalia Elisa González                     | Maria Fernández Ortiz                                                                          | ↑ Pas de concours (crée en 2001 à Manille, Philippines) |
| 1999 | Elena Fournier                     | Verónica Barrionuevo                       | Elizabeth Contrard                                                                             | ↑ Pas de concours (crée en 2001 à Manille, Philippines) |
| 2000 | Andrea Nicastri                    | Daniela Stucan                             | Natalia Cecilia Dalla Costa                                                                    | ↑ Pas de concours (crée en 2001 à Manille, Philippines) |
| 2001 | Romina Incicco                     | Virginia di Salvo                          | Maria Victoria Branda                                                                          | Daniela Stucan 3e dauphine                              |
| 2002 | x                                  | Tamara Henriksen                           | x                                                                                              | Mercedes Apuzzo                                         |
| 2003 | Laura Romero                       | Grisel Hitoff                              | Catalina Rouiller                                                                              | Marisol Pipastrelli                                     |
| 2004 | x                                  | Veronica Estarriaga                        | x                                                                                              | Daniela Puig                                            |
| 2005 | x                                  | Emilia Iannetta                            | x                                                                                              | Eliana Ocolotobiche                                     |
| 2006 | Magali Romitelli Top 20            | Beatriz Vallejos                           | x                                                                                              | Andrea Carolina Garcia                                  |
| 2007 | Daniella Stucan                    | Noelia Alejandra Bernal                    | Paula Quiroga                                                                                  | María Antonella Tognolla                                |
| 2008 | Maria Silvana Belli                | Agustina Quinteros                         | Yésica Di Vincenzo                                                                             | Camila Solórzano                                        |
| 2009 | Johanna Mariel Lasić               | Evelyn Lucía Manchón                       | María Mercedes Viaña                                                                           | Gisela Menossi                                          |
| 2010 | Yésica Di Vincenzo                 | Mariana Arambarry                          | x                                                                                              | x                                                       |
| 2011 | Natalia Rodríguez                  | Antonella Kruger                           | x                                                                                              | x                                                       |
| 2012 | Camila Solórzano                   | Josefina José Herrero                      | Daiana Incandela                                                                               | Tatiana Bischof                                         |
| 2013 | Brenda González                    | María Teresa Kuster                        | x                                                                                              | x                                                       |
| 2014 | Valentina Ferrer Top 10            | Yoana Don                                  | Josefina Herrero Top 10                                                                        | x                                                       |
| 2015 | Claudia Barrionuevo                | Daniela Mirón                              | Helena Zuiani                                                                                  | Julieta Fernandez                                       |
| 2016 | Estefanía Bernal                   | Camila Macias                              | Yoana Don Top 15                                                                               | Lara Bochle                                             |
| 2017 | Stefanía Incandela                 | Avril Marco Top 40                         | x                                                                                              | Fiorela Hengemuhler                                     |
| 2018 | Agustina Pivowarchuk               | Victoria Soto                              | Rocio Magali Pérez                                                                             | Dolores Cardoso                                         |
| 2019 | Mariana Varela                     | Judit Grnja                                | Milena Sofía Judt                                                                              | Florencia Barreto Fessler                               |
| 2020 | Alina AkselradTop 21               | x                                          | x                                                                                              | Estrella Danieri                                        |
| 2021 | Julieta García                     | Amira Hidalgo                              | x                                                                                              | Flora Veloso                                            |
| 2022 | Bárbara Cabrera                    |                                            |                                                                                                | Sofía Martinoli                                         |
| 2023 | Yamile Dajud                       |                                            |                                                                                                | Selene Bublitz                                          |

× Pas de participation

↑ Pas de concours

| Nom du concours de beauté international | Placements | Meilleurs résultats                                                  |
| --------------------------------------- | ---------- | -------------------------------------------------------------------- |
| Miss Univers                            | 3          | Gagnante (1962), 2e dauphine (1961), 4e dauphine (1970)              |
| Miss Monde                              | 5          | Gagnante (1960, 1978), 1re dauphine (1964, 1967), 5e dauphine (1987) |
| Miss International                      | 3          | Gagnante (1967), 1re dauphine (1962, 1970)                           |
| Miss Terre                              | 1          | 3e dauphine (2001)                                                   |
| Total                                   | 12         | 4 gagnantes                                                          |